# Армейская семинария
Арме́йская семина́рия — особое учебное заведение, существовавшее в Российской империи для подготовки военного духовенства.

## История
При императоре Павле I военное духовенство было обособлено от епархиального, вследствие чего явилась надобность в учреждении особого учебного заведения для детей военного духовенства.
Для комплектования военного духовенства по инициативе обер-священника Озерецковского 1 июня 1800 года была учреждена Армейская семинария исключительно для детей военных священнослужителей. Семинария открылась в здании Тверского подворья на Васильевском острове в Санкт-Петербурге, а с 1811 года армейская семинария располагалась на Царскосельском проспекте Нарвской стороны на углу нынешнего Большого проспекта, 36, и 13-й линии. Всего в трёх классах (богословском, философском и риторическом) состояло 25 воспитанников. Выпускники армейской семинарии обязаны были идти в полковые священники.
Армейская семинария в изначальном виде просуществовала 18 лет. Когда, вследствие увеличения числа поступающих в Армейскую семинарию, средств, определенных на её содержание, стало не хватать, обер-священник Иоанн Державин вошёл в 1817 году с ходатайством о добавочном ассигновании. Прошение не было уважено, и 4 сентября 1818 года Армейская семинария была закрыта.
По «Положению о новом образе существования армейской семинарии», составленному обер-священником Державиным и утверждённому в 1819 году воспитанники семинарии были рассредоточены по отделениям в епархиальных духовных училищах и семинариях, однако считались при этом учениками армейской семинарии. Военному духовенству было разрешено воспитывать своих детей в ближайших к месту расположения полков епархиальных семинариях на те средства, которые отпускались до того времени на содержание формально упраздненной Армейской семинарии.